# المنطقة العازلة في شمال سوريا (أكتوبر 2019)
المنطقة العازلة الثانية في شمال سوريا، والتي تسمى أيضًا اتفاقية سوتشي (بالتركية: Soçi Mutabakatı)‏، (بالروسية: Сочинское соглашение)‏، هي منطقة عازلة في شمال سوريا بين القوات المسلحة التركية وقوات سوريا الديمقراطية تم تأسيسها في 22 أكتوبر 2019 بعد مذكرة تفاهم في مدينة سوتشي الروسية من قبل الرئيسين الروسي والتركي خلال الهجوم التركي عام 2019 على شمال شرق سوريا. يسيطر الجيش السوري والشرطة العسكرية الروسية على معظم المنطقة، وفيما تسيطر القوات المسلحة التركية على الباقي منها.

## الخلفية
بعد أشهر من التوتر والتهديدات، تم التوصل إلى أول اتفاق لإنشاء المنطقة العازلة في شمال سوريا في منتصف أغسطس 2019، بين قوات سوريا الديمقراطية والولايات المتحدة من جهة، وتركيا من جهة أخرى. تهدف الاتفاقية إلى الحد من الهجوم التركي على الشمال السوري من خلال عملية انسحاب تدريجي لقوات سوريا الديمقراطية، وإزالة التحصينات والمراقبة والدوريات الأمريكية التركية المشتركة، مع السماح ببقاء المنطقة تحت السيطرة المدنية للإدارة الذاتية لشمال وشرق سوريا وسيطرة المجالس العسكرية لقوات سوريا الديمقراطية بموجب اتفاقية المنطقة العازلة الأولى. ومع التقدم الأولي الذي تم إحرازه في تنفيذه، إلا أن تركيا صارت مستاءة منها أكثر فأكثر، وأصدرت المزيد من الطلبات التي رفضتها قوات سوريا الديمقراطية.
في أوائل أكتوبر من العام نفسه، وبعد مكالمة هاتفية بين الرئيس التركي رجب طيب أردوغان والرئيس الأمريكي دونالد ترامب، أعلن ترامب انسحاب القوات الأمريكية من المنطقة، مما سمح لأردوغان برفض أول صفقة للمنطقة العازلة وشن هجومه عام 2019 على شمال شرق سوريا ضد قوات سوريا الديمقراطية، التي تعتبرها تركيا امتدادًا لحزب العمال الكردستاني، وهي منظمة تعتبرها تركيا جماعة إرهابية محظورة. وبعد أن قامت بتفكيك تحصيناتها وملاحظة مواقعها كجزء من الصفقة الأولى، وتجريدها الآن من الدعم العسكري، ورد أن وحدات قوات سوريا الديمقراطية واجهت تحديًا يائسًا في الدفاع عن أراضيها ضد كل من الجيش التركي والجيش السوري الحر المدعوم من تركيا. ومع عرض المقاومة المسلحة في البداية، فقد اضطرت وحدات قوات سوريا الديمقراطية إلى الانسحاب، مما أدى إلى موجة نزوح لأكثر من 300 ألف، وسط مخاوف الأكراد من أن تركيا ستلجأ إلى التطهير العرقي ضد السكان الأكراد. ومع إدانة غزو تركيا على نطاق واسع دوليًا، لم يكن لدى قوات سوريا الديمقراطية فرصة ضئيلة ضد الجيش التركي والجيش السوري الحر المدعوم من تركيا. ووسط ما وصفه أحد قادة قوات سوريا الديمقراطية بأنه خيار بين «التسوية والإبادة الجماعية»، فقد لجأت قوات سوريا الديمقراطية إلى الحكومة السورية، التي تربطها بها علاقة فاترة، للمساعدة.
تفاوضت الولايات المتحدة على وقف لإطلاق النار لمدة 5 أيام في شمال سوريا في 17 أكتوبر، والذي تطلب من قوات سوريا الديمقراطية الانسحاب من المناطق الحدودية، ولكن في الوقت نفسه فقد سمح لقوات سوريا الديمقراطية بالتفاوض أكثر مع روسيا والحكومة السورية.
وفي محاولة لتجنب المزيد من التوسع في السيطرة التركية داخل الأراضي السورية، وافقت حكومة بشار الأسد على صفقة مع قوات سوريا الديمقراطية لنقل الجيش السوري إلى المناطق الحدودية. وفي وقت لاحق، دخل الجيش السوري عدة بلدات تسيطر عليها قوات سوريا الديمقراطية ووضع قواته على خطوط التماس بين الجانبين في محاولة لوقف الهجوم التركي.
تم إبرام الاتفاق بعد وقت قصير من دخول قوات الجيش السوري إلى الأراضي التي تسيطر عليها قوات سوريا الديمقراطية.

## عملية التفاوض

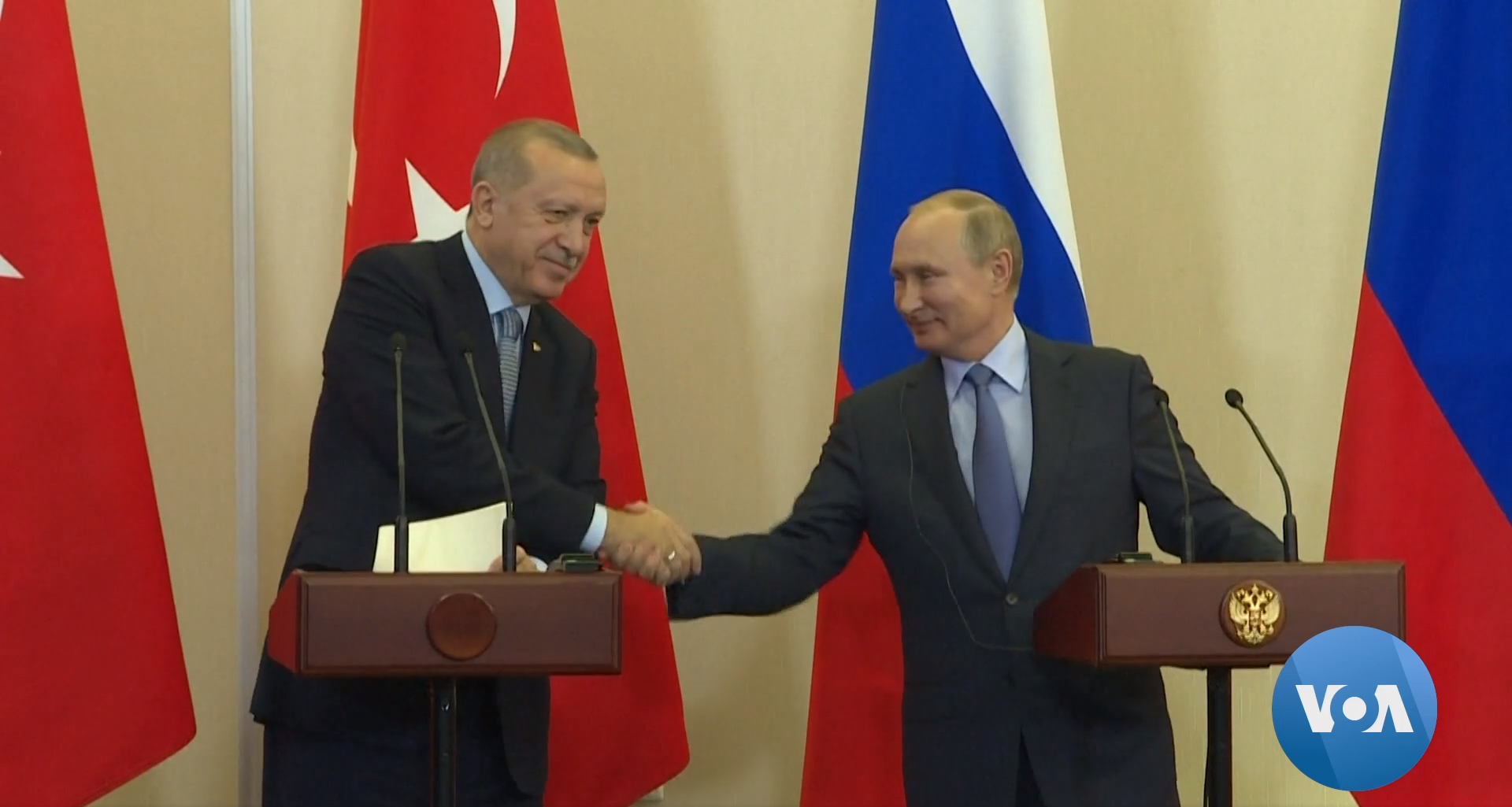
الرئيس التركي رجب طيب أردوغان (يسار) يصافح الرئيس الروسي فلاديمير بوتين (يمين) بعد إبرامهما للصفقة.

تم التفاوض على الاتفاقية بين الرئيس الروسي فلاديمير بوتين والرئيس التركي رجب طيب أردوغان في 22 أكتوبر 2019، خلال قمة دبلوماسية في منتجع سوتشي الروسي. استغرق التفاوض على الاتفاق ست ساعات ونصف الساعة لينتهي.
وهكذا تم تشكيل المنطقة العازلة الثانية في شمال سوريا كمنطقة عازلة في شمال سوريا بعد مذكرة تفاهم في مدينة سوتشي الروسية في 22 أكتوبر 2019 من قبل الرئيسين الروسي والتركي في محاولة لإنهاء الصراع المستمر في المنطقة.

## شروط الاتفاقية
وبحسب ما ورد تضمن الاتفاق الشروط التالية:

- سيتم إنشاء منطقة عازلة في شمال سوريا. ستكون المنطقة حوالي 30 كيلومتر (19 ميل) عميقة[ب] تمتد من نهر الفرات إلى تل أبيض ومن رأس العين إلى الحدود العراقية السورية، باستثناء مدينة القامشلي، العاصمة الفعلية للأكراد.[ج]
- سيسيطر الجيش السوري والشرطة العسكرية الروسية على المنطقة العازلة بشكل مشترك.
- يجب على جميع قوات وحدات حماية الشعب، التي تشكل غالبية قوات سوريا الديمقراطية، الانسحاب بالكامل من المنطقة العازلة، إلى جانب أسلحتها، في غضون 150 ساعة من الإعلان عن الصفقة. ستشرف الشرطة العسكرية الروسية وحرس الحدود السوريين على انسحابهم، وسيدخلون المنطقة بدلًا منها عند الظهر في 23 أكتوبر.
- كما ستنسحب وحدات حماية الشعب من مدينتي منبج وتل رفعت.[د]
- بعد انسحاب وحدات حماية الشعب، سيتم تسيير دوريات برية روسية تركية مشتركة في المنطقة العازلة، ولكن فقط في نطاق 10 كيلومتر (6.2 ميل) من الحدود ولا تشمل القامشلي.[ه][و]
- ستحتفظ تركيا بالسيطرة الوحيدة على المناطق التي احتلتها خلال هجومها بين بلدتي تل أبيض ورأس العين.
- ستقوم الحكومة السورية ببناء وإدارة 15 نقطة حدودية على الحدود التركية السورية.
- سيبدأ الطرفان جهدًا مشتركًا لإعادة توطين اللاجئين السوريين «بطريقة آمنة وطوعية».
- يوافق الطرفان على «الحفاظ على الوحدة السياسية ووحدة أراضي سوريا» وكذلك «الأمن القومي لتركيا».
- يوافق الطرفان على إعادة التأكيد على أهمية اتفاق أضنة. ستسهل روسيا تنفيذ اتفاقية أضنة.

## التنفيذ والجدول الزمني للحادث

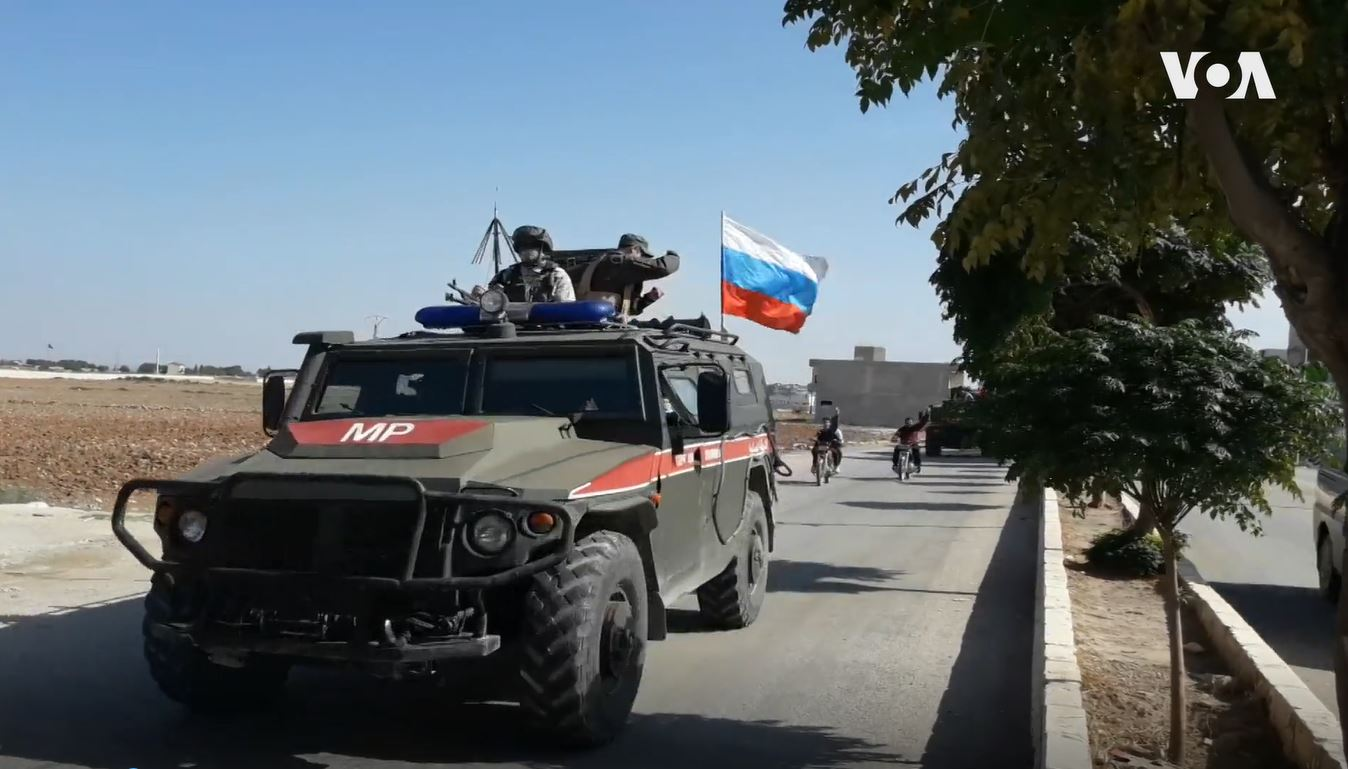
دخلت الشرطة العسكرية الروسية كوباني في 24 أكتوبر 2019 كجزء من صفقة المنطقة العازلة

- في 22 أكتوبر 2019: صرح مسؤولون كبار في وحدات حماية الشعب بأن المجموعة أكملت انسحابها من المنطقة العازلة.[30]
- في 23 أكتوبر 2019: قامت القوات الروسية بأول دورية لها في شمال سوريا.[31]
- في 24 أكتوبر 2019: قالت قوات سوريا الديمقراطية أن تركيا تنتهك الاتفاق بشن هجوم بري على ثلاث قرى في شمال البلاد.
  - ذكرت روسيا أن تنفيذ المنطقة «يسير على الطريق الصحيح» وأعلنت أنها سترسل المزيد من رجال الشرطة العسكرية والمعدات الثقيلة للمساعدة في تنفيذها.
  - أعلنت قوات سوريا الديمقراطية أن المقاتلين الأكراد قد انسحبوا بالفعل من المنطقة العازلة.[32]
- في 27 أكتوبر 2019: قالت تركيا إن هجومًا شنته القوات الكردية أسفر عن مقتل جندي تركي وإصابة خمسة آخرين. القوات التركية «سترد في إطار الدفاع عن النفس».[33]
  - أعلنت قوات سوريا الديمقراطية رسميًا دعمها للاتفاق، مشيرةً إلى أن مقاتليها سينتشرون في مواقع جديدة أعمق في سوريا، حيث ذكرت أن حرس الحدود التابع للحكومة السورية كانوا يأخذون مواقعهم السابقة على طول الحدود.[34][35]
- في 28 أكتوبر 2019، عقب انتشار واسع النطاق لقوات الجيش السوري في مختلف القرى الحدودية في الأيام القليلة السابقة، انتشر الجيش السوري في بلدة الدرباسية على طول الحدود السورية التركية لأول مرة منذ سبع سنوات.[36]
  - غادرت عامودا 45 مركبة من قوات سوريا الديمقراطية تقل القوات والمدفعية الثقيلة وتوجهت نحو جنوب البلاد. ذكرت الحكومة السورية أن الانسحاب تم بالتنسيق مع الجيش السوري.[35]
- في 30 أكتوبر، أعلن الرئيس التركي أن الدوريات البرية الروسية التركية المشتركة داخل المنطقة ستبدأ في 1 نوفمبر، ولكنها ستقتصر على منطقة عميقة 7 كيلومتر (4.3 ميل) داخل المنطقة العازلة. لكنه قال إن المنطقة يمكن توسيعها إلى 10 كيلومترات كاملة، إذا استمرت هجمات قوات سوريا الديمقراطية على تركيا. كما ذكر الرئيس التركي كذلك أنه يعتقد أن انسحاب وحدات حماية الشعب من المنطقة العازلة لم يحدث بالكامل.[37]

### الاشتباكات السورية التركية
- في 31 أكتوبر 2019، اندلعت اشتباكات عنيفة بين الجيش السوري والقوات التركية بالقرب من رأس العين، بعد أن هاجم الجيش السوري الحر المدعوم من تركيا عدة قرى جنوب المدينة. قالت وكالة سانا الحكومية السورية إن القوات المدعومة من تركيا تسيطر على محطة مياه وبالتالي تقطع المياه عن محافظة الحسكة.
  - أعلنت وزارة الدفاع التركية أنها اعتقلت 18 شخصًا تشتبه في أنهم من جنود الجيش السوري، وقد أفادت التقارير أنهم هاجموا القوات التركية بالقرب من البلدة.[38] كما ذكرت كذلك أنها دخلت على الفور في مفاوضات مع روسيا لإطلاق سراح الجنود الأسرى.[39]
  - أفاد المرصد السوري لحقوق الإنسان أن 5 جنود على الأقل من الجيش السوري قتلوا في قصف مدفعي تركي على أطراف قرية الأسدية. كما أفاد أن جماعات متمردة مدعومة من تركيا أعدمت جنديًا أسيرًا من الجيش السوري. أضاف المرصد أن الاشتباكات استمرت بعد تلك النقطة.[40]
  - شن الجيش السوري وقوات سوريا الديمقراطية هجومًا مضادًا مشتركًا، وقد ورد أنه استعاد بعض المناطق التي فقدوها خلال هجوم الجيش السوري الحر المدعوم من تركيا في نفس اليوم، عقب قصف القوات المدعومة من تركيا بالمدفعية الثقيلة.[41]
  - أرسل الجيش السوري تعزيزات كبيرة إلى الخط الأمامي في محاولة لمنع تقدم القوات المدعومة من تركيا.[42]
  - قال قائد قوات سوريا الديمقراطية، مظلوم عبدي، أن تركيا لم تلتزم باتفاق وقف إطلاق النار، مشيرًا إلى اعتقاده أن تركيا قد دخلت في شراكة مع الجهاديين لاحتلال القرى المسيحية وتهديد الأشوريين بـ«الإبادة».[43] ذكر متحدث آخر باسم قوات سوريا الديمقراطية أن القوات المدعومة من تركيا واصلت تقدمها، بما في ذلك من خلال مهاجمة المناطق التي يسيطر عليها الجيش السوري، وأضاف أن تركيا استخدمت المجال الجوي السوري لمساعدة جيشها و«جهاديها» لمهاجمة المنطقة.[44]

### بدء الدوريات المشتركة
- في 1 نوفمبر 2019، تم تسيير أول دورية برية وجوية روسية تركية مشتركة داخل المنطقة العازلة. غطت الدورية المشتركة 110 كيلومتر (68 ميل) من الأراضي على طول الحدود، تصل إلى 7 كم في عمق الأراضي السورية - أي أقل من 10 المنصوص عليها أصلًا في الصفقة.[45][46]
  - أفرجت تركيا عن الجنود الـ18 الذين تم أسرهم في اليوم السابق.[45] تسبب الإفراج الأحادي عن السجناء في توترات كبيرة في صفوف الجيش السوري الحر المدعوم من تركيا، حيث أثار انتقادات بعض المقاتلين الذين وصفوا أن الإفراج يشكل «خيانة للدين». لقد انشقت لاحقًا كتيبة حمص العدية التابعة لفرقة السلطان مراد من الجيش السوري الحر المدعوم من تركيا للانضمام إلى جيش العزة احتجاجًا. كما أدانت أحرار الشرقية الإفراج، لكنها ألقت اللوم على سليم إدريس، الذي يشغل منصب وزير الدفاع في الحكومة السورية المؤقتة غير المعترف بها دوليًا، بدلًا من الحكومة التركية.[47]
- في 3 نوفمبر 2019، أفاد المرصد السوري لحقوق الإنسان أن قوات سوريا الديمقراطية شنت هجومًا كبيرًا على القوات المدعومة من تركيا بالقرب من رأس العين، وتمكنت لاحقًا من استعادة 13 قرية منها مع القصف المدفعي المكثف من قبل الجيش التركي.[48]
- في 5 نوفمبر 2019، عقدت الجولة الثانية من الدوريات البرية التركية الروسية المشتركة. قامت المركبات العسكرية الروسية والتركية، التي رصدتها طائرات تركية دون طيار، بدوريات 160 كيلومتر (99 ميل) في المنطقة الواقعة بين كوباني وتل أبيض. وعقب انتهاء الدورية، انسحبت القوات المسلحة التركية إلى الجانب التركي من الحدود.[49][50] وأثناء قيامها بدوريات بالقرب من كوباني، تم رشق السيارات مرارًا بالحجارة من قبل السكان المحليين.[51][52]
  - اتهم الرئيس التركي أردوغان الولايات المتحدة بمواصلة تسيير دوريات مشتركة مع وحدات حماية الشعب في سوريا. وزعم كذلك أن وحدات حماية الشعب لم تترك مواقعها في منبج وتل رفعت، كما تتطلب صفقة المنطقة العازلة الثانية.[53][54] لقد حاول تبرير توغل القوات المدعومة من تركيا خارج منطقة سيطرتها في الأيام القليلة الماضية بالقول أنه يعتقد أن وحدات قوات سوريا الديمقراطية قد تجمعت على أطراف منطقة السيطرة التركية حول رأس العين وأنها كانت تستعد لتنفيذ هجمات على القوات التركية والقوات المدعومة من تركيا داخل البلدة نفسها.[55] وأضاف أن تركيا ستواصل القتال حتى يتم «تحييد» آخر «إرهابي».[56]
  - أعلنت وسائل الإعلام الحكومية السورية أن الجيش السوري نشر وحدات بالقرب من بلدة القامشلي، في ما ذكرت أنه محاولة «لمواجهة العدوان التركي».[57]
- في 8 نوفمبر 2019، قُتل مواطن سوري بعد أن دهسته سيارة عسكرية تركية كانت تقوم بدورية مشتركة مع القوات الروسية. وبحسب ما ورد فقد كان الرجل واحدًا من السكان الذين كانوا يرشقوون المركبات التركية بالحجارة احتجاجًا على الدوريات المشتركة.[58]
  - أفاد المتحدث باسم قوات سوريا الديمقراطية التي يقودها الأكراد أن القوات التركية أطلقت الغاز المسيل للدموع على المتظاهرين المناهضين للدوريات في المالكية - التي كانت تحت السيطرة المشتركة لقوات سوريا الديمقراطية والقوات الأمريكية، لكنها مع ذلك جزءٌ من منطقة الدوريات البالغ طولها 10 كم. كما زعم كذلك أن 10 مدنيين أصيبوا بالغاز. وأيضًا، اتهم روسيا بالتواطؤ في الحادثين، حيث تم تسيير الدوريات تحت «رعاية روسيا».[58][59]
  - نشر السكان المحليون لقطات على وسائل التواصل الاجتماعي، وهم يرشقون الحجارة على المركبات المدرعة التركية مرة أخرى أثناء الدوريات المشتركة، بينما يتجاهلون نظرائهم الروس.[60][61]
- في 9 نوفمبر 2019، اندلعت اشتباكات عنيفة بين القوات السورية والتركية على طول المنطقة العازلة. أصيب عدة أشخاص من بينهم مراسل سانا.[62][63]
  - أصدرت قوات سوريا الديمقراطية بيانًا زعمت فيه أنها قتلت 13 مقاتلًا ينتمون إلى الجيش السوري الحر المدعوم من تركيا في قتال حول عين عيسى، فيما تكبدوا هم بأنفسهم 12 قتيلًا.[64]
  - ذكرت وزارة الدفاع الوطني التركية أنها سجلت ما مجموعه 8 انتهاكات مزعومة لوقف إطلاق النار من قبل قوات سوريا الديمقراطية في غضون 24 ساعة.[63]
- في 12 نوفمبر 2019، قام متظاهرون محليون مناهضون للدوريات بتحويل الجولة الخامسة من الدوريات العسكرية الروسية التركية المشتركة عن مسارها المقصود بالقرب من كوباني، حيث رشقوا المركبات التركية بالحجارة وطفايات الحريق.[65][66] ومع ذلك، ذكرت وزارة الدفاع الوطني التركية أن الدوريات مستمرة، مع ما وصفته بأنه «استفزازات من قبل الإرهابيين».[67][68]
- وفي 14 نوفمبر 2019، أكملت الجولة السادسة من الدورية العسكرية الروسية التركية المشتركة مسافة 45 كيلومترًا. ذكرت وزارة الدفاع الوطني التركية: «أنجزت الوحدات التركية والروسية برفقة طائرات دون طيار الدورية البرية المشتركة السادسة في شرق الفرات كما هو مخطط لها».[69]
- في 16 نوفمبر 2019، اكتملت الجولة السابعة من الدورية العسكرية الروسية التركية المشتركة. قالت وزارة الدفاع الوطني التركية: «أكملت الوحدات التركية والروسية دوريتها البرية المشتركة السابعة في قطاع القامشلي - دريك بأربع مركبات لكل منها ودعم طائرات دون طيار في شرق الفرات».[70]
- استمرت الدوريات المشتركة حتى عام 2019 وبحلول 27 يناير 2020، نفذت القوات المسلحة الروسية والتركية بما مجموعه 23 دورية مشتركة داخل المنطقة العازلة.[71] كانت الدورية المشتركة الأخيرة أعلن عنها المرصد السوري لحقوق الإنسان هي الدورية الرابعة والعشرون التي تمت في 30 يناير 2020.[72]

### التوترات الروسية الأمريكية
- بحلول أواخر يناير 2020، اشتبكت القوات الروسية بشكل متكرر مع القوات الأمريكية المتبقية في المنطقة. اعترضت القوات الأمريكية المتمركزة في قاعدة أمريكية في الوزير دورية روسية ومنعتها من إقامة قاعدة عسكرية في الخريطاه. وقعت مشاجرة لفظية بين الجانبين وتصاعدت إلى رفع الأسلحة، ولكن وساطة قوات سوريا الديمقراطية حالت دون وقوع اشتباك.[73] كما وردت أنباء عن وقوع حادث مشابه بعد ذلك بوقت قصير أدى إلى زيادة التوترات بشكل ملحوظ بين الجانبين.[74] ردت روسيا بنشر أنظمة دفاع جوي متقدمة في قاعدة القامشلي الجوية.[75]
- في 3 فبراير 2020، حاولت القوات الأمريكية منع دورية روسية على الطريق السريع M4. دارت الدورية الروسية حول حاجز الطريق عبر الطرق الترابية وأرسلت العديد من طائرات الهليكوبتر للتحليق فوق القوات الأمريكية. ثم بدأت المروحيات العسكرية الأمريكية في ملاحقة المروحيات الروسية حتى وصلت إلى المجال الجوي لرأس العين.[76] وقعت حادثة مماثلة في 4 فبراير، هذه المرة عندما صدمت مركبة روسية مركبة مدرعة أمريكية كانت تسد طريقها. ومع ذلك، لم ترد تقارير عن وقوع أعمال قتالية عسكرية بين الجانبين.[77]

### التوترات الروسية التركية ورفض تركيا للدوريات المشتركة
- في 1 فبراير 2020، أغلقت القوات الروسية المعبر الحدودي بين عامودا والدرباسية بكتل اسمنتية كبيرة. لقد سبق أن افتتحته تركيا مع بدء الدوريات.[78]
- في 4 فبراير 2020، منعت القوات المسلحة التركية وفدًا عسكريًا روسيًا من تفتيش مشروع للمياه بالقرب من أولوكة في الحسكة حيث ورد أنها أطلقت النار في الهواء لإجبار القوات الروسية على الانسحاب. اعتبر المرصد السوري لحقوق الإنسان أن الحادث أظهر «خلافات متزايدة» بين الجانبين.[79]
- في أوائل فبراير، رفضت القوات المسلحة التركية تسيير في دوريات مشتركة مع نظيراتها الروسية مرتين. أبلغت القوات التركية ضابطًا روسيًا في 6 فبراير أنها لن تشارك في الدوريات وأن القوات الروسية وحدها هي نفذها فيما بعد.[78] وفي اليوم نفسه، أفادت وكالة سانا بأن محطة كهرباء تل تمر قد توقفت عن العمل نتيجة لما قالت إنه هجمات تركية على خطوط الكهرباء العلوية التي تغذي المحطة. كما زعمت أن الهجمات التركية تسببت في أضرار جسيمة للبنية التحتية المحلية الأخرى، كما أنها قتلت عددًا من المدنيين في المنطقة.[80]
- وقعت اشتباكات متقطعة وقصف في أوائل فبراير، معظهما تم حين هاجمت القوات التركية والقوات الموالية لتركيا مواقع قوات سوريا الديمقراطية والحكومة حيث بذلت محاولات صغيرة فاشلة للتقدم. تم التبليغ عن عدة ضحايا.[81][82][83][84]

### استئناف الدوريات المشتركة
- بعد عدة مرات رفض فيها الأتراك المشاركة في دوريات مشتركة مع نظرائهم الروس، أقيمت دورية مشتركة في 17 فبراير 2020، عندما قامت 4 مركبات روسية و 4 سيارات تركية بدوريات في أجزاء من المنطقة العازلة معًا.[85]
- بحلول 18 فبراير 2020، استؤنفت الدوريات الروسية التركية المشتركة حسب جدولها المعتاد.[86]

## ردود الفعل
- الأمم المتحدة - في 1 نوفمبر 2019، التقى الأمين العام للأمم المتحدة بالرئيس التركي أردوغان لمناقشة اقتراح تركيا نقل عدد كبير من اللاجئين السوريين في تركيا إلى المنطقة الآمنة. أبلغ السيد غوتيريس الرئيس التركي أن المفوضية ستشكل على الفور فريقًا لدراسة الاقتراح والاشتراك في مناقشات مع السلطات التركية، بما يتماشى مع ولايتها.[87][88] لقد سلط الأمين العام الضوء على الاقتراح وقال للرئيس التركي إن عمليات النقل يجب أن تكون «طوعية وآمنة وكريمة».[87]
- قوات سوريا الديمقراطية - ذكرت قوات سوريا الديمقراطية أنها تعتبر نفسها «سورية وجزء من سوريا»، مضيفة أنها ستوافق على العمل مع الحكومة السورية.[89] أعلنت قوات سوريا الديمقراطية رسميًا دعمها للاتفاق في 27 أكتوبر.[34][35]
- سوريا - لقد شكر الرئيس السوري بشار الأسد الرئيس الروسي على دوره في التفاوض على الصفقة وأعرب عن دعمه الكامل لها. وفي الوقت نفسه، أثار مخاوف بشأن التدخل التركي في الشؤون السورية ووصف الرئيس التركي أردوغان بأنه «لص».[26][90]
- تركيا - هدد الرئيس التركي رجب طيب أردوغان «بتطهير الإرهابيين» بالقوة من الحدود السورية التركية إذا فشلت الصفقة. كما كرر تهديده بالسماح للاجئين السوريين المقيمين في تركيا في تلك المرحلة بالهجرة بحرية إلى أوروبا، إذا لم تحصل تركيا على «دعم» في خطتها لنقل مليون إلى مليوني لاجئ داخل المنطقة العازلة في المنطقة التركية. أطلق الرئيس «المرحلة الأولى» من عودتهم.[91]
- إيران - وصفت وزارة الخارجية الاتفاقية بأنها «خطوة إيجابية»، وذكرت أنها «تدعم أي خطوة لإعادة الاستقرار في المنطقة»، على عكس موقفها من السابق المنطقة العازلة في شمال سوريا.[26]
- الولايات المتحدة - أشاد الرئيس الأمريكي دونالد ترامب بالاتفاق الذي اعتبره يسمح لـ"شخص آخر [بالقتال] حول هذه الأرض الطويلة الملطخة بالدماء، وبعد ذلك أمر برفع العقوبات التي فرضها على تركيا قبل تسعة أيام كرد فعل على بدء هجوم تركيا.[92]
- ألمانيا - اقترحت المستشارة الألمانية أنغيلا ميركل تطبيق المنطقة العازلة من خلال قوة دولية. رفض وزير الخارجية التركي مولود جاويش أوغلو الخطة، ووصفها بأنها «غير واقعية».[93]

## روابط خارجية
- مقالة بي بي سي تحتوي على خريطة المنطقة العازلة الثانية في شمال سوريا